# Adam Sikora (filozof)

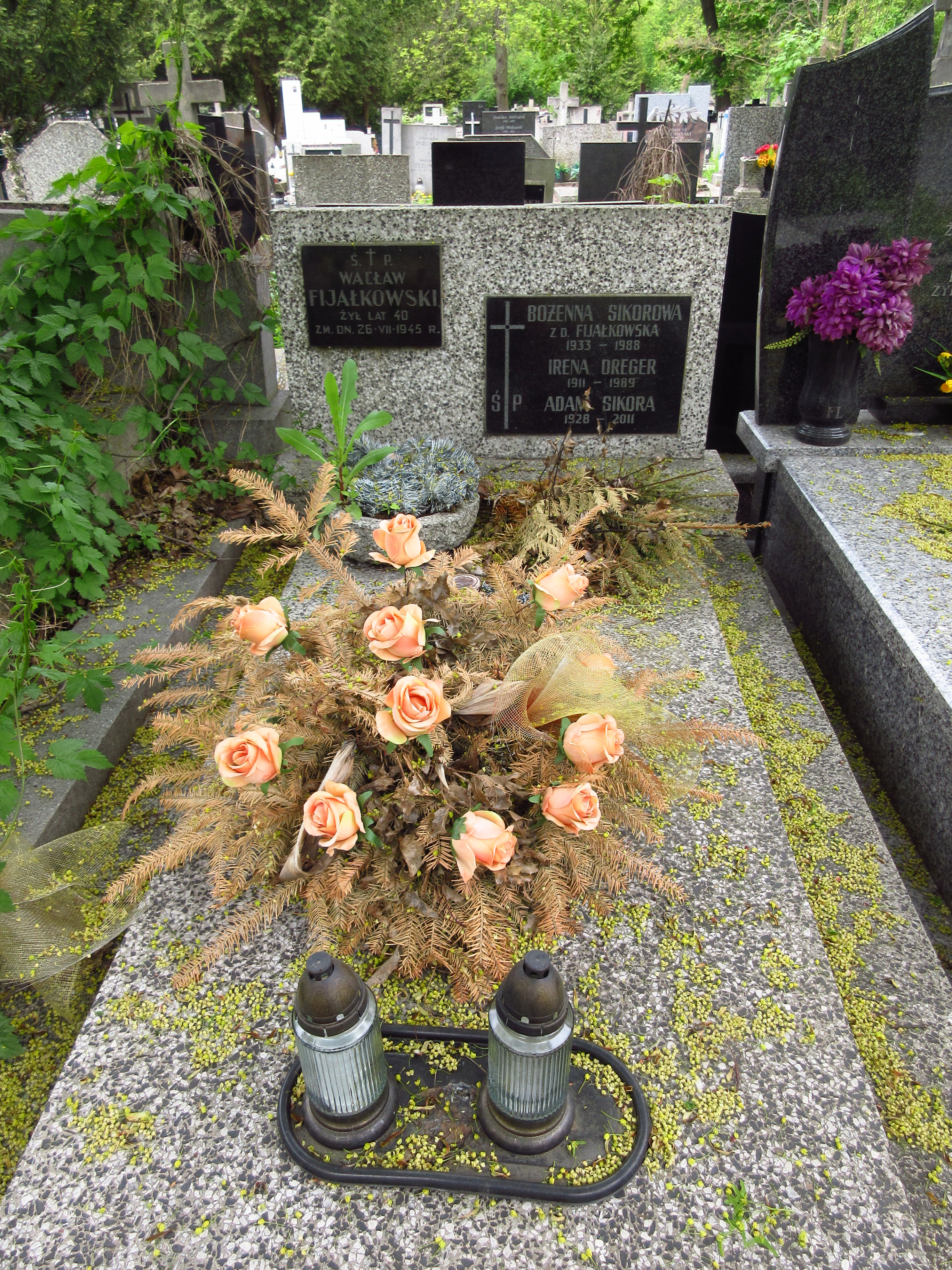
Grób Adama Sikory na cmentarzu Bródnowskim

Adam Sikora (ur. 7 lutego 1928 w Lublinie, zm. 3 stycznia 2011 w Warszawie) – polski filozof i popularyzator filozofii. Profesor Uniwersytetu Warszawskiego, zatrudniony do przejścia na emeryturę w 1998 w Instytucie Filozofii UW. Historyk filozofii, zaliczany do grona warszawskiej szkoły historii idei, zajmował się głównie sporami w łonie polskiego dziewiętnastowiecznego romantyzmu oraz utopijnymi programami społecznymi i historiozoficznymi w myśli europejskiej przełomu XVIII i XIX wieku.

## Życiorys
Adam Sikora urodził się w inteligenckiej rodzinie spolonizowanych Żydów w Lublinie. Do wybuchu drugiej wojny światowej ukończył pięć klas szkoły podstawowej. Po utworzeniu getta w Lublinie i po zamordowaniu przez Gestapo ojca, udało mu się na prośbę matki stamtąd uciec w 1942 roku. Matka wraz z całą pozostałą rodziną zginęła na Majdanku. Odtąd, pod przybranym nazwiskiem przez wiele miesięcy, czternastoletni Sikora błąkał się po wsiach Lubelszczyzny, najmując się jako parobek w przygodnych chłopskich gospodarstwach, zmuszany za każdym razem do ucieczki groźbą zdemaskowania swego żydowskiego pochodzenia. W 1943 roku przed śmiercią z wycieńczenia w lesie uratował go i przygarnął działający w okolicy partyzancki oddział Armii Ludowej. W 1944 roku wraz z całym oddziałem został wcielony do 8 Dywizji Piechoty 2 Armii Ludowego Wojska Polskiego, w której dosłużył się stopnia kaprala. Zdemobilizowany z powodu złego stanu zdrowia w 1945 roku, podjął pracę w przedsiębiorstwie budowlanym w Warszawie, jednocześnie kontynuując naukę w gimnazjum i liceum wieczorowym dla dorosłych, zwieńczoną maturą w 1948 roku.
Po maturze Sikora podjął studia w Akademii Nauk Politycznych, a po upływie roku dostał się na studia w Wydziale Filozoficznym Uniwersytetu Warszawskiego. Pod koniec studiów pełnił funkcję młodszego asystenta katedry kierowanej przez Adama Schaffa. Studia ukończył w 1953 roku obroną pracy magisterskiej, przygotowanej pod opieką Niny Assorodobraj, pt. „Filozofia dziejów Karola Libelta”. Po studiach w UW został przyjęty jako aspirant do Instytutu Nauk Społecznych przy KC PZPR. W 1956 roku powrócił na uniwersytet, pracując w Katedrze Historii Filozofii Nowożytnej i Współczesnej, kierowanej przez Leszka Kołakowskiego. W 1962 roku obronił doktorat napisany pod opieką naukową Bronisława Baczki pt. „Problematyka historiozoficzna w dyskusjach emigracyjnych z lat 1832-1836”. W 1965 roku przebywał sześć miesięcy na stażu naukowym w Ėcole pratique des hautes Ėtudes w Paryżu, a w 1967 otrzymał stopień doktora habilitowanego za pracę „Posłannicy słowa”. Od 1972 roku do przejścia na emeryturę Sikora pełnił funkcję kierownika Zakładu Historii Filozofii Nowożytnej i Polskiej (później Zakład Filozofii Polskiej wyodrębnił się), od 1974 roku będąc profesorem nadzwyczajnym w Instytucie Filozofii UW. W latach 1974–1983 był członkiem Komitetu Nauk Filozoficznych Polskiej Akademii Nauk, a w latach 1981–1984 prodziekanem Wydziału Filozofii i Socjologii UW. We wrześniu 1981 roku wystąpił z PZPR w proteście przeciwko polityce partii wobec „Solidarności”. Efektem lat pracy dydaktycznej Sikory było wypromowanie około 40 magistrów i około 15 doktorów. Odznaczony Złotym Krzyżem Zasługi, Krzyżem Kawalerskim i Medalem Komisji Edukacji Narodowej. 
Żoną Adama Sikory była Bożena z domu Fijałkowska, z którego to związku urodziła się w 1957 roku córka Anna. Został pochowany na cmentarzu Bródnowskim (kwatera 27 C /1/22).

## Twórczość naukowa i literacka
Na dorobek naukowy Sikory składa się ponad 300 publikacji, w tym monografie naukowe, antologie tekstów pod jego redakcją, książki popularno-naukowe z obszernymi wyborami tekstów prezentowanych autorów, artykuły w książkach zbiorowych i w czasopismach naukowych oraz książki o charakterze podręcznikowym, popularyzujące filozofię, między innymi „Siedmiu greckich filozofów” (1976), „Filozofowie XVII wieku” (1978), „Spotkania z filozofią” (pierwodruk: 1965, a potem siedem ciągle poszerzanych wydań do 1995 roku), w późniejszej wersji wzbogacone i zmienione pod tytułem „Od Heraklita do Husserla” (kolejne wydania: 1999, 2005, 2009). Nakłady wydań tej ostatniej pozycji przekroczyły 300 tys. egzemplarzy, dzięki czemu ich autora uznać można za nauczyciela całego pokolenia zainteresowanych rozumieniem filozofii czytelników.
Główne obszary badań naukowych Sikory to myśl społeczna i religijna epoki romantyzmu oraz utopijne programy społeczno-polityczne rozkwitające we Francji i w Polsce na przełomie XVIII i XIX wieku. W ramach tego obszaru badań szczególną rolę odegrała rozprawa habilitacyjna „Posłannicy słowa” (1967), będąca w owym czasie, obok książki Zofii Stefanowskiej „Historia i profecja” (1962), książką przełomową w humanistyce polskiej, pokazującą na przykładach Hoene-Wrońskiego, Towiańskiego i Mickiewicza, że mesjanizm może być interpretowany i zrozumiany jako autentyczny ruch umysłowy swojej epoki, a nie jako wyraz aberracyjnych iluminacji, nadających się jedynie do ideologicznej i apodyktycznej dyskredytacji. W drugim obszarze badań na szczególną uwagę zasługuje książka „Prorocy szczęśliwych światów” (1982) – obok osobnych monografii z wyborami tekstów, dotyczących twórczości niektórych utopistów - poświęcona analizom przyszłościowych wizji Saint-Simona, Fouriera, Lamennais’go i Blanqui’ego.
Ponadto w twórczości naukowej Sikory można wyodrębnić refleksje nad historiozofią romantyczną, przenikniętą metafizycznym poszukiwaniem sensu dziejów, będącym w istocie próbą wypracowania „historiozofii pocieszenia”. Refleksjom tym poświęcona jest monografia „Historia i prawdy wieczne” (1977), zawierająca analizy twórczości Lamennais’go, Królikowskiego, Dézamy’ego i Blanqui’ego. Składają się na nią także eseje zatytułowane „Między wiecznością i czasem” (2006), pozwalające się odczytać jako odwzorowanie intelektualnej biografii autora. Z obu tych prac przebija przeświadczenie autora, że żadna teodycea, ani religijna, ani historiozoficznie świecka, nie da się obronić w świetle humanistycznych wartości.
Od lat siedemdziesiątych (publikacja pierwszego opowiadania w „Twórczości”, nr 3/1976) pisarstwo Sikory poszerza się o nurt literacki. Składają się nań z jednej strony opowiadania w groteskowym, żartobliwym stylu opisujące perypetie młodego, fikcyjnego pracownika naukowego – dedykowane przez autora przyjaciołom. Zebrane one zostały w tomiku „Milczący pająk” (1981). Z drugiej strony na nurt ten składają się opowiadania, biorące w literacką klamrę bolesne doświadczenia autobiograficzne z okresu wojny oraz pierwszych powojennych lat. Wydane one zostały w kolejnych tomach: „Zielona teczka” (1989), „Szczęściarz” (1994), „Witaj, żegnaj…” (2000).

## Wybrane prace
- Problematyka historiozoficzna w dyskusjach emigracyjnych z lat 1831-1836 (1963)
- Spotkania z filozofią (pierwsze wydanie - 1965, potem wiele wydań, ostatnie -1995), w wersji zmienionej i poszerzonej Od Heraklita do Husserla. Spotkania z filozofią (pierwsze wydanie – 1999, ostatnie – 2009)
- Posłannicy słowa. Hoene-Wroński, Towiański, Mickiewicz (1967)
- Towiański i rozterki romantyzmu oraz Wybór pism (1969, wyd. 2 – 1984)
- Gromady Ludu Polskiego oraz Wybór pism (1974)
- Historia i prawdy wieczne (1977)
- Milczący pająk. Opowiadania (1981)
- Prorocy szczęśliwych światów (1982)
- Fourier oraz Wybór pism (1989)
- Zielona teczka (Londyn 1989)
- Saint-Simon oraz Wybór pism (1991)
- Myśliciele polskiego romantyzmu (1992)
- Szczęściarz (1994)
- Hoene-Wroński oraz Wybór pism (1995)
- Witaj, żegnaj… (2000)
- Między wiecznością a czasem (2006)